# 臨場
『臨場』（りんじょう）は横山秀夫による日本の警察小説。

## 概要
「終身検視官」の異名を取る警察官が主人公の短編小説で、発表された8編すべてが『小説宝石』（光文社）に掲載された。タイトルの「臨場」とは、警察組織において事件現場に臨み、初動捜査に当たることを意味する。
上農ヒロ昭作画で漫画化され、『週刊漫画TIMES』（芳文社）に連載された。
内野聖陽主演によりテレビ朝日系列で連続テレビドラマ化され、2009年4月-6月に第1シリーズ、2010年4月-6月に第2シリーズがそれぞれ放送、2012年には映画化もされた。

## 書籍
- 単行本：光文社より2004年4月13日発売（ISBN 978-4-334-92429-4）
- 文庫本：光文社文庫より2007年9月6日発売（ISBN 978-4-334-74303-1）
- 臨場スペシャルブック：光文社文庫より2010年3月31日発売（ISBN 978-4-334-74772-5）

ドラマ第1シリーズのグラビア・出演者インタビューをはじめ、上記の単行本・文庫本では未収録だった「罪つくり」「墓標」「未来の花」「カウント・ダウン」の原作を収録。

## 漫画
- 単行本：芳文社コミックスより2007年9月15日発売（ISBN 978-4-832-23097-2）

テレビドラマ化に合わせ、コンビニコミックが日本文芸社・Gコミックスより発売された。
- 「臨場 赤の名刺編」（2009年4月27日発売、ISBN 978-4-537-15616-4）
- 「臨場 黒星編」（2009年5月27日発売、ISBN 978-4-537-15623-2）

## 登場人物
倉石義男（くらいし よしお）〈52〉
L県警本部捜査一課検視官。階級は警視。「終身検視官」の異名を取る。鋭角なヤクザ顔で槍のように細い体躯が特徴的。
巡査を拝命して以来鑑識畑一筋。死体の目利きの鋭さは、歴代の検視官の中でも突出しており、僅かな痕跡や証拠の矛盾を指摘する。上の命令をも平気ではねのけ、組織に囚われない一匹狼で、上層部からは疎まれているが若い層からは慕われており、倉石を「先生」「校長」と呼ぶ署員も多数いる。3代前の刑事部長に「余人を以て代えがたし」と評される。L県警の内規では同じポストに5年以上いられないことになっているが、倉石に惚れ込んだL医大法医学教室の教授が検視職から異動させないように裏で手を回しているため、既に5年以上検視官として活躍している。大酒飲みで、毎晩のように飲み歩いている。若い頃に離婚して以来独身を通している。
一ノ瀬和之（いちのせ かずゆき）〈41〉
「赤い名刺」「鉢植えの女」登場。
L県警本部捜査一課検視官心得（見習い）。階級は警部。既婚者。倉石からは“イチ”と呼ばれる。「鉢植えの女」の後、警察庁へ出向するが、「黒星」では、場末の飲み屋が懐かしいと遊びに戻ってきていた。
高嶋（たかしま）
「眼前の密室」「鉢植えの女」「餞」「十七年蝉」登場。
プライドの高い捜査一課長。組織の中枢を真っ直ぐ歩いてきた刑事部のサラブレッド。検視官の経験者でもあり、検視官時代はミスター・パーフェクトと呼ばれた。倉石を忌み嫌っていたが、「鉢植えの女」以後は倉石の実力を認める。
福園盛人（ふくぞの もりと）
「赤い名刺」「十七年蝉」登場。
L県警剣崎中央署刑事課捜査係長。階級は警部補。刑事としての腕は良いと評判。倉石を校長と呼ぶ。丸々とした体格のため、倉石からは“フク”“福饅頭”と呼ばれる。

## 各話あらすじ
赤い名刺
初出 - 『小説宝石』2000年6月号
倉石の下で見習い中の調査官心得・一ノ瀬は愕然とする。おそらく自殺、と判断された遺体の身元がかつての不倫相手・ゆかりだったのだ。2人の関係は終わっていたものの、自分との過去がバレるのはマズいと考えた一ノ瀬は、倉石に同行し現場に臨場する。結婚すると赤いルビーの指輪を見せびらかしていた生前の彼女の様子からは、自殺とは縁がないように思われた。その上、彼女の遺体からは指輪が消えていた。自殺ではない、と思う一ノ瀬だが、そんなことを言えるはずもなく、他殺の痕跡が一切見つからないため、縊死と判断を下さざるを得ない状況になってしまう。
相沢ゆかり〈27〉
一ノ瀬が忘年会で知り合ったコンパニオン。肉体関係を持つが、彼女の存在を恐れ始めた一ノ瀬が別れを切り出した。首を吊った状態で発見される。
谷田部克典
剣崎市内の開業医。年齢は30手前。父親・敦が古くから剣崎中央署の警察医をしてきた。父親が肝臓を悪くし引退したため、跡を継いだ。

眼前の密室
初出 - 『小説宝石』2003年1月号
地方紙の新聞記者・相崎は、ある老婆殺しの容疑者を絞り込むため、県警本部の警部の帰宅を官舎近くで張り込んで待っていた。張り込みの最中ポケベルで呼び出され、ある仕掛けをして15分だけその場を離れた。老婆殺しの件は、帰宅した警部の表情で推理が当たりだと確信するが、警部の妻が何者かによって殺害されていた。自分が仕掛けた装置から、最後に生きている妻を見てから警部の帰宅まで誰も部屋に入っておらず、その上、現場が密室だったことを他ならぬ自分が証明することになってしまう。
相崎靖之〈23〉
県民新聞の記者。老婆殺しの容疑者を絞り込もうと県警本部の警部の帰宅を待ち構え、自宅を張り込む。
甲斐智子〈24〉
県民新聞のキャップの妻。警邏中の警察官に怪しまれないようによく張り込みに協力してくれる。鋭い推理力の持ち主
大信田
L県警本部捜査一課強行犯第四係長。官舎に妻・加奈子と息子・豊と住んでいる。
赤石
県民新聞デスク。張り込み最長記録を持つ。
花園愛
全国紙・タイムスの新人記者。夜中であろうと相手が病気療養中であろうと構わず呼び鈴を押す。

鉢植えの女
初出 - 『小説宝石』2001年5月号
家庭に疲れた45歳の主婦・裕子は、出会い系サイトで知り合った一回りも年下の男に夢中になり、捨てられるくらいならと思い、青酸カリで無理心中する。警察庁への出向を持ちかけられていた一ノ瀬は、現場に臨場し、この事件を「倉石学校」の卒業試験と位置付け張り切る。
一方、別の現場にいた高嶋は、検視官より先に現場に着いた偶然を利用し、倉石の能力を試そうとする。郷土史家を名乗る男が書庫で死んでいるこの現場、高嶋は自殺と判断するが……。
小寺裕子〈45〉
主婦。長年姑に孫をせがまれ、夫からは不妊治療を強要され精神的に疲れていた。出会い系サイトで知り合った男に夢中になる。
筒井道也〈33〉
サラリーマン。単身赴任中で、東京に妻子がいる。裕子に本気になられて困る、と同僚に漏らしていた。
上田昌嗣〈58〉
自称・郷土史家。市役所を早期退職し、研究の道へ進んだ。妙な俳句を書き残していた。
須藤明代〈42〉
上田が開いていた自分史教室に通っていた。上田と肉体関係があった。
佐々木奈美〈43〉
自分史教室の生徒。上田と肉体関係があった。遺体の第一発見者。

餞（はなむけ）
初出 - 『小説宝石』2001年8月号
定年退職を控えた小松崎刑事部長は、自宅で郵便物の整理をしていて気になることを見つける。13年前から欠かさず届いていた「霧山郡」とだけ記された、差出人不明の年賀状や暑中見舞い。去年の年賀状を最後にそれは途絶え、差出人が誰か分からないまま、やはり死んだのだろうかと考える。倉石に促され、ハガキのことを相談してみると、霧山郡で昨年亡くなったのは11歳の少女と77歳の老婆だった。差出人は老婆の方だろうと断定するが、彼女と小松崎の関係とは…。
小松崎周一
L県警刑事部長。42年勤めた。退職間際。女が企む事件に強いことから、“女殺しの小松崎”と異名を取った。差出人不明のハガキを13年前から受け取っている。
山藤祥子〈20〉
女子大生。小松崎の最後の事件の被害者。

声
初出 - 『小説宝石』2002年4月号
短大創立5周年の記念講演会で講師の男性に一目惚れした梨緒。これまでの自分とは比べものにならないくらい積極的になれた。正月休みに自宅に招かれ、心躍る梨緒。だが、彼女を待ち受けていたのは卑劣な行為だった。
それから約10年後、検事の三沢の下に、実務修習生の斎田梨緒が自殺したと報告が入る。現場は「死ね」と書かれた脅迫めいたFAXが床中にばらまかれており、三沢は到底自殺とは思えなかった。
斎田梨緒〈19〉
短大生。5歳の時に両親を亡くし、叔父夫婦に引き取られた。後に短大を中退し四年制大学へ入り直し、司法の道へ進んだ。
見供政之〈41〉
短大講師。カウンセラー。美形で若々しい容姿。梨緒をレイプする。
三沢勇治 / 浮島
検事と検察事務官。両名とも梨緒の魅力に取り付かれていた。

真夜中の調書
初出 - 『小説宝石』2002年8月号
高校教諭殺しの犯人がスピード逮捕される。だが、犯人の深見は当番弁護士の入れ知恵で黙秘を貫く。しかし、科捜研が行ったDNA鑑定の結果を聞くなり、全面的に犯行を自供する。事件は解決したかに思われたが、科捜研に倉石から電話が入る、「DNAをちゃんとやれ」と。倉石の言葉の真意を図りかねた担当刑事の佐倉は飲み歩いている倉石を訪ねる。
佐倉鎮夫
40過ぎの刑事。スナック「猫」の常連。
美鈴
スナック「猫」のママ。中央署刑事一課が常連で、事件が重なると客が激減する。
北沢
科捜研の若い所員。DNA鑑定で深見を犯人と断定した。
比良沢富男〈29〉
殺害された高校教諭。比良沢家は名家と知られる。
深見忠明〈52〉
元ホテルマン。物盗り目的で比良沢家に忍び込み、見つかり殺してしまったと自供するが……。
湯浅
弁護士。どんな犯人にも黙秘しろと知恵をつける。当番弁護士で深見の担当になる。

黒星
初出 - 『小説宝石』2002年10月号
落ち目の演歌歌手・十条かおりがホテルの部屋から転落死する。元恋人の電撃婚約のニュースを聞いての発作的な自殺だと判断されるが、落下地点がずれていることから倉石は他殺、と判断する。
婦警の小坂留美の元に、警察学校の同期でかつて一人の男を取り合い、10年前に警察を辞めた友人・春枝から電話がかかってくる。「明日あたり会うかもね」そう言って電話を切るが、翌日留美は、春枝の遺体の前にいた。現場にいた誰もが自殺と判断する中、倉石だけが自殺説を否定し、これは殺しだと断定する。
十条かおり
ミニスカートで演歌を歌うため、ミニスカ演歌と呼ばれ、一時は人気だった歌手。大麻疑惑で人気は地に落ちた。元恋人の婚約を知り、発作的に飛び降りたとされる。
大磯一弥
体操のメダリスト。かおりに大麻を教えた張本人とされる。社長令嬢との電撃婚約を発表した。
小坂留美〈31〉
婦警。1年だけ倉石の元にいたことがある。男の取り合いに敗れてから1人取り残され、署内で噂の的になった。
町井春枝
留美の警察学校の同期。男の取り合いで敗れてから警察を辞め、別の男性と結婚した。倉石の元に3カ月ほど付いていた。排ガス自殺する。

十七年蝉
初出 - 『小説宝石』2003年7月号
巡査拝命以来15年、これまでいくつもの部署を渡り歩いてきたL県警巡査部長の永嶋は突如、調査官心得への異動の辞令を受ける。
仕事に忙殺される中、高校生の射殺事件が発生する。倉石の口から出たのは「十七年蝉」という言葉、十七年周期で起こる類似の事件。17年前と34年前に起きていた類似の事件と今回の事件は繋がるのか。
永嶋武文〈33〉
巡査部長。警部級のポスト・調査官心得に任命され、戸惑う暇もなく忙殺される。朱美の死後、犯人たちを木刀で殴打し、家裁送りとなった。
朱美
永嶋の高校時代の彼女。中学の同級生に騙され輪姦され、手首を切って自殺した。
早瀬あや子〈35〉
銀行員。永嶋の友人以上恋人未満。
大崎勝也
工業高校3年生。スピードやトルエンを後輩に売る不良で有名だった。射殺体で発見される。
立原真澄〈54〉
捜査一課刑事指導官。倉石と同期。

## その後の話
以下の全4話は単行本・文庫本では未収録だったが、テレビドラマ第2シリーズの放送に合わせて、出演者のインタビューを併録した「臨場 スペシャルブック」として刊行された。
罪つくり
初出 - 『小説宝石』2006年1月号
「十七年蝉」から1年経った、ある金曜日の夜。L総合病院に搬送された倉石に付き添っていた機動鑑識班員の拓美は、女性が心臓発作を起こした夫を助けてほしいと懇願する光景に遭遇する。夫の身体にはAEDの電極パッドが貼り付けられていた。
それから数時間後、拓美の兄でL県警の刑事・一雄はラブホテル「ホテルJJ」の一室で起きた女性変死事件の捜査に加わっていた。事件発生から3週間近くが経った頃、倉石の代わりに臨場した永嶋の見立てをもとに犯人として割り出された“四十代半ばの太った酔っ払い”を追う一雄に拓美から電話が入る。それは倉石から入った電話の内容を伝えるものだった……。
なお、倉石は本作の中盤から胃ガンのため入院している。
敷島一雄〈26〉
L県警本部捜査一課強行犯係に所属する刑事。階級は巡査部長。6歳の時に交通事故で両親を亡くし、父の弟夫婦（＝拓美の両親）に引き取られた。
敷島拓美
L県警本部機動鑑識班の班員。3ヶ月遅れで生まれた一雄の義弟。倉石のことを「校長」と呼ぶ、熱狂的な「倉石学校の生徒」。幼い頃から一雄と「相手の『次の一言』を読む遊び」に興じている。
桐岡素子〈38〉
L総合病院で拓美と倉石が会った女性。専業主婦。心臓発作で倒れた夫の洋介にAEDを使用した。洋介の後妻で、彼が先妻との間にもうけた20歳と19歳の娘を実の娘のように育てている。
桐岡洋介
素子の夫で恰幅のよい男性。心臓発作のため、搬送先のL総合病院にて死去。享年45。生前はリフォーム会社を経営しており、心筋梗塞で1度入院している。
片山小夜子〈23〉
「ホテルJJ女性変死事件」の被害者。元キャバクラ嬢。売春と万引きの前科持ち。
藤川正幸〈47〉
引越し会社の営業部長。あと3日で48歳になる男性。競艇とパチスロで作った借金の返済を迫った取立屋を殺害・遺棄した容疑で、持田と一雄から取調べを受けていた。
持田
L県警本部強行犯係の係長で、一雄の上司。立原を師と仰ぐ一方、たまに倉石学校にも顔を出している。
神田
L県警中央署刑事課の課長。「ホテルJJ女性変死事件」を担当する。
佐倉（主任） / 青木（刑事）
L県警中央署刑事課に所属する刑事。
琴平
L県警本部機動鑑識班の班長。

墓標
初出 - 『小説宝石』2008年7月号

未来の花
初出 - 『アニバーサリー50』〈2009年12月刊・光文社〉

カウント・ダウン
初出 - 『yom yom』13号〈2009年11月27日刊・新潮社〉

## テレビドラマ
内野聖陽主演でテレビ朝日系で放送された。2012年6月30日には劇場版も公開した。